# Cheramus orientalis
Cheramus orientalis är en kräftdjursart som beskrevs av Charles Spence Bate 1888. Cheramus orientalis ingår i släktet Cheramus och familjen Callianassidae. Inga underarter finns listade i Catalogue of Life.